# Gaiu Mare, Banatul de Sud
Gaiu Mare (în sârbă Veliki Gaj, cu alfabetul chirilic: Велики Гај, în maghiară Nagygáj, în germană Groß Gaj, altă variantă în română Gaiul Mare) este o localitate în Districtul Banatul de Sud, Voivodina, Serbia. A aparținut României între 1920 și 1924, dar a fost mereu administrat de Serbia.

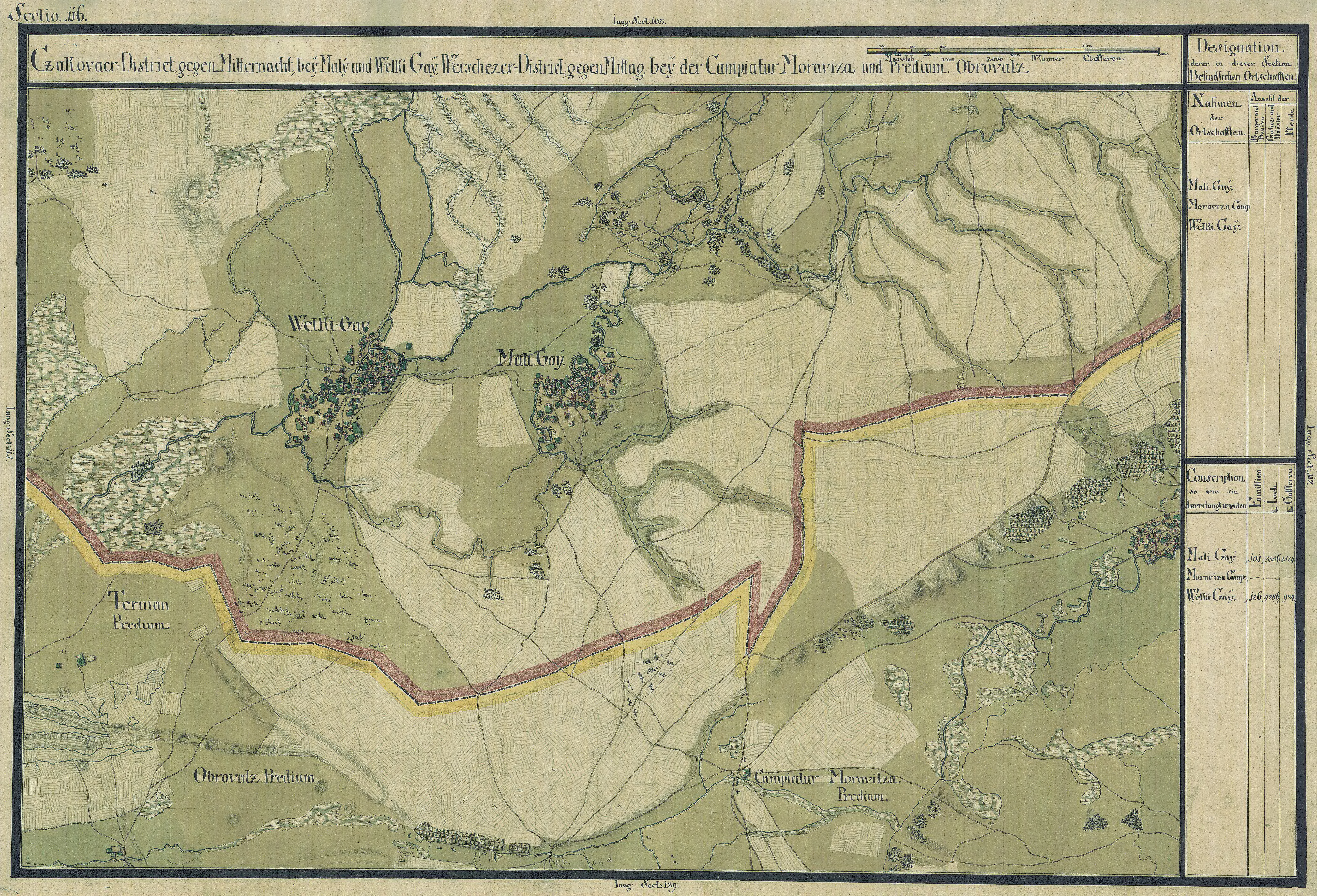
Gaiu Mare (reprezentată drept "Welki Gaj") în Harta Iosefină a Banatului, 1769-72